# Мостище (Львовская область)
Мостище (укр. Мостище) — село в Бобрской городской общине Львовского района Львовской области Украины.
Население по переписи 2001 года составляло 57 человек. Занимает площадь 1,18 км². Почтовый индекс — 81221. Телефонный код — 3263.